# Mogens Pahuus
Mogens Pahuus (født 1945) er en dansk filosof og professor emeritus,.
Han blev ansat ved Aalborg Universitet (daværende Aalborg Universitetscenter) i 1975 og i 2010 udnævnt til professor i filosofi og videnskabsteori.
Inspireret af ikke mindst K.E. Løgstrup er det metodiske udgangspunkt for Pahuus' filosofiske virke fænomenologien, ofte i form af sproglige undersøgelser (lingvistisk fænomenologi).
Et hovedtema i hans arbejde er spørgsmålet om den menneskelige natur og menneskets drivkraft. Bl.a. undersøges, siger han:
Det fænomen, jeg kalder livet selv, og som er en livsudfoldelse, der har sit udspring i en anden form for kraft end viljestyrken, nemlig en mere anonym form for kraft – knyttet til livsmod og livsglæde, en kraft der gør os åbne og selvforglemmende optaget af verden og de andre, og som ligger bag ved de to drivkræfter i mennesket som jeg kalder trangen til selvudfoldelse og trangen til selvhengivelse.
Sigtet er livsfilosofisk, og temaer som meningsfuldhed og det gode liv behandles.
Pahuus knytter ofte an til litteraturen og har skrevet flere livsfilosofiske forfatterskabsanalyser, bl.a. om Karen Blixen og J.P. Jacobsen.
Han har ligeledes arbejdet med anvendt og praksisnær filosofi og har således skrevet bidrag til lærebøger til pædagog- og sygeplejerskestudierne.
Desuden dækker hans arbejde felter som etik, politisk filosofi, humanistisk videnskabsteori, religionsfilosofi og grafisk kunst.